# پوتشکوجیه
پوتشکوجیه (لهستانی: Podszkodzie؛ ‏[pɔtʂˈkɔd͡ʑe]) روستایی در گمینا بوزخوو واقع در شهرستان اوستروویتس در استان اشوی‌داشکسیه لهستان است. این روستا در ۶ کیلومتری جنوب غربی اوستروویتس شوینتوکژسکی و ۵۱ کیلومتری شرق کیلتسه واقع شده و ۴۲۰ نفر جمعیت دارد.